# Vachtan
Vachtan (in russo Вахтан?) è un insediamento di tipo urbano della Russia europea centro-orientale, situato nel circondario urbano della città di Šachun'ja dell'oblast' di Nižnij Novgorod.